# Johan Bergenstråhle (regissör)
Lars Johan Rudman Bergenstråhle, född 15 juli 1935 i Bromma, Stockholm, död 23 augusti 1995 i Stockholm, var en svensk regissör och manusförfattare.

## Biografi
Johan Bergenstråhle startade sin teaterbana vid Studentteatern i Stockholm och gick även på Witzanskys teaterskola där han träffade skådespelerskan Axelle Axell och han var under några år från mitten av 1950-talet aktiv som skådespelare. Han samarbetade tidigt med regissören Lennart Kollberg och ingick till och från i dennes teatertrupp: Sällskapet gycklarne. Där spelade han bland annat, med framgång, i den danska komedin Kärlek utan strumpor av Johan Herman Wessel. 
Men det var regissör han ville bli och han slog igenom som teaterregissör på Lunds studentteater med Jungfruleken av Jean Genet och En skugga av Hjalmar Bergman och startade Öresundsteatern i Malmö. Där satte han bland annat upp Bellman ur vägen av Sven Christer Swahn och musikarrangemang av Ulf Björlin. Detta föranledde Frank Sundström att engagera Johan Bergenstråhle till Uppsala Stadsteater i början av 1960-talet. 
Sin karriär inom filmen inledde Bergenstråhle som kritiker 1958, och blev då mycket fascinerad av den franska nya vågen och regissörer som François Truffaut och Claude Chabrol. Han regisserade från 1960-talet och framåt ett antal filmer och TV-serier, av vilka Hallo Baby 1976 med hans dåvarande hustru Marie-Louise Ekman i huvudrollen blev den mest uppmärksammade biofilmen. 1973 tilldelades han en Guldbagge för bästa regi för Jag heter Stelios. Hans sista film blev Bryllupsfotografen som gjordes i Danmark 1994.
Från 1965 och fram till sin död var han också verksam vid Stockholms stadsteater där han regisserade ett tjugotal pjäser, bland annat Minns du den stad 1970, som han också gjorde en nyuppsättning av på samma teater 1991, samt Kärlek på Krim 1994.   
Han avled den 23 augusti 1995 och är gravsatt på Katarina kyrkogård i Stockholm.

## Familj
Johan Bergenstråhle var 1958–1965 gift med Axelle Axell med vilken han fick sonen Joachim Bergenstråhle; 1971–1980 med Marie-Louise Ekman med vilken han fick två döttrar varav den äldsta är Johanna Bergenstråhle; och 1989-1995 med Agneta Lindeberg med vilken han fick två söner.

## Teater

### Regi (ej komplett)
| År   | Produktion                                                         | Upphovsmän                                       | Teater                 |
| ---- | ------------------------------------------------------------------ | ------------------------------------------------ | ---------------------- |
| 1960 | Det onda löper Le mal court                                        | Jacques Audiberti                                | Atelierteatern         |
| 1962 | Kassabrist                                                         | Vilhelm Moberg                                   | Uppsala stadsteater    |
| 1964 | Ärkeänglar spelar inte falskt Gli arcangeli non giocano al flipper | Dario Fo                                         | Uppsala Stadsteater    |
| 1973 | Gösta Berlings saga                                                | Selma Lagerlöf                                   | Stockholms stadsteater |
| 1975 | Herr von Hancken                                                   | Agneta Pleijel                                   | Stockholms stadsteater |
| 1978 | Othello                                                            | William Shakespeare Översättning Anders Carlberg | Stockholms stadsteater |
| 1982 | Agnes Bernauer                                                     | Franz Xaver Kroetz                               | Stockholms stadsteater |
| 1986 | Maria Stuart                                                       | Per Olov Enquist                                 | Det Kongelige Teater   |
| 1991 | Minns du den stad                                                  | Per Anders Fogelström                            | Stockholms stadsteater |
| 1994 | Kärlek på Krim Miłość na Krymie                                    | Slawomir Mrozek                                  | Stockholms stadsteater |

## Filmografi

### Som skådespelare
- 1989 – Kvinnorna på taket

### Regi (film och TV)
- 1965 – Nattcafé (TV)
- 1965 – Herr Dardanell och hans upptåg på landet (TV)
- 1966 – Hotet (TV)
- 1966 – Skuggan av Mart (TV)
- 1967 – Onkel Vanja (TV)
- 1969 – Made in Sweden
- 1970 – Baltutlämningen, baserad på P O Enquists bok Legionärerna
- 1972 –  Jag heter Stelios
- 1972 – Spöksonaten (TV)
- 1974 – Gustav III (TV)
- 1976 – Hallo Baby
- 1978 –  Slumrande toner
- 1980 – Ett drömspel (TV)
- 1985 – August Strindberg ett liv (TV)
- 1994 – Bryllupsfotografen

### Filmmanus
- 1967 – Onkel Vanja (TV)
- 1969 – Made in Sweden
- 1970 – Baltutlämningen
- 1972 – Jag heter Stelios
- 1978 – Slumrande toner fjärran ur tiden
- 1994 – Bryllupsfotografen